# T17E1 Staghound I
Der T17E1 Staghound war ein US-amerikanischer Spähpanzer aus den 1940er-Jahren, der hauptsächlich für den Einsatz bei verbündeten Streitkräften bestimmt war.

## Geschichte
Der T17E1 Staghound I war ein amerikanischer Entwurf für einen Radpanzer, der von Alliierten Kräften genutzt wurde, jedoch bei der US Army nicht im Fronteinsatz war. Es gab den Chevrolet T17 E1 4×4 und die Sechsradvariante M20 Ford T17 6×6 sowie die Achtradvariante T18 Boarhound. Die Briten bestellten 300 Stück der Vierradvariante. 

## Technik
Der T17E1 wurde für schnelle Aufklärungseinsätze konzipiert. Der leistungsstarke Motor und die Wendigkeit des 4×4-Fahrgestells trugen dieser Anforderung Rechnung. Die relativ große Bodenfreiheit erlaubte es, bis zu einer Furttiefe von 0,80 Meter zu waten. Der Turm war eine konventionelle Entwicklung. Die Staghounds mussten wegen ihrer leichten Panzerung einen Konflikt mit stärker bewaffneten Kräften meiden. Die 37-mm-Kanone war zum Zeitpunkt der Einführung des Fahrzeugs bereits veraltet. So suchten die Briten nach Möglichkeiten, die Kampfkraft des Staghounds zu steigern. Es entstanden die Varianten Mk II und III.
An den Seiten konnte der Staghound zwei Fässer mit zusätzlichem Treibstoff mitführen. Das steigerte zwar die Reichweite erheblich, war aber im Gefechtsfall jedoch enorm gefährlich. So stellen Treffer aus leichten Waffen schon ein großes Gefahrenpotential für das Fahrzeug dar.

## Einsatz
Nahezu die gesamte Produktion ging an die Streitkräfte des Vereinigten Königreichs und des Commonwealth. 1942 wurden die ersten nach Großbritannien verschifft. Dort wurden sie den britischen, kanadischen, belgischen, indischen und neuseeländischen Einheiten zugeteilt. Durch seine Panzerung, seine Schnelligkeit und die große Reichweite war er ein im Einsatz effektives Fahrzeug. Nach dem Krieg gingen einige Staghounds nach Dänemark, Indien und Südafrika, andere blieben noch einige Jahre im Dienst der britischen Armee. Die Italienischen Streitkräfte nutzen den Staghound zumindest bis in die 1950er-Jahre.

## Varianten
In der G-Liste zum US-Ordnance-Katalog der US-Army werden die Fahrzeugtypen  T17E1 und  T17E2 unter der Nummer SNL G-122 geführt. In den Dokumenten TM 9-2800,  TM 9-741, TM 9-1741A, TM 9-1741B, TM 9-1741C finden sich weitere Detailbeschreibungen. Nachfolgend eine Übersicht der Varianten.
- Mk I: wie oben beschrieben
- Mk II: mit einer Panzerhaubitze ausgestattet
- Mk III: mit dem Turm des Crusader-Panzers und 75-mm-Kanone bewaffnet
- AA: mit zwei 12,7-mm-Luftabwehr-MG M2
- Command: Turmlos mit Funkanlage, als mobiler Kommandoposten

Einige Fahrzeuge wurden mit Schlegeln ausgerüstet, um Minen zu räumen.